# 奥普兰

奥普兰郡在挪威的位置

奥普兰（挪威語： 聆听ⓘ）是挪威中南部已撤銷的郡，首府为利勒哈默尔。奥普兰郡面积25,192平方公里，人口183,037（2007年），是挪威人口第12大的郡。
2020年1月1日，奧普蘭郡與海德馬克郡因合併設立內陸郡而廢止。

## 市镇
奥普兰郡有26个市镇，如下：
| 奥普兰郡市镇 | 1. 多夫勒（Dovre） 2. 埃特訥達爾（Etnedal） 3. 蓋于斯達爾（Gausdal） 4. 约维克（Gjøvik） 5. 格兰（） 6. 耶夫納克爾（Jevnaker） 7. 萊沙（） 8. 利勒哈默尔（Lillehammer） 9. 洛姆（） 10. 倫內爾（Lunner） 11. 北艾于達爾（Nord-Aurdal） 12. 北弗龍（Nord-Fron） 13. 北蘭（） 14. 东图滕（Østre Toten） 15. 奧于厄爾（Øyer） 16. 東斯利德勒（Øystre Slidre） 17. 灵厄比（Ringebu） 18. 塞爾（） 19. 肖克（） 20. 南蘭（） 21. 南艾于達爾（Sør-Aurdal） 22. 南弗龍（Sør-Fron） 23. 沃戈（） 24. 旺（） 25. 西斯利德勒（Vestre Slidre） 26. 西图滕（Vestre Toten） |